# Peter Abbay
Peter Abbay (nacido como Peter Martin Jewitt, el 3 de mayo de 1966) es un actor estadounidense que ha aparecido en varios programas de televisión, como en House M. D., Punk'd y Another World. En 2006, apareció en una película independiente llamada Manhattan Minute. 

## Filmografía
| Film       | Film               | Film            | Film                                   |
| Año        | Película           | Papel           | Notas                                  |
| ---------- | ------------------ | --------------- | -------------------------------------- |
| 1981       | Ms .45             | Sr. Muerte      | Título alternativo: Angel of Vengeance |
| 2006       | Manhattan Minutiae | RC              |                                        |
| 2006       | Last Stop for Paul | Sr. Konkal      |                                        |
| 2006       | Truth Be Told      | Director #5     | Corometraje                            |
| Televisión |                    |                 |                                        |
| Año        | Título             | Papel           | Notas                                  |
| 1996–1999  | Another World      | Logan           | 4 episodios                            |
| 2005       | My Crazy Life      | Capitán Jack    | 1 episodio                             |
| 2005       | House              | Cab Driver      | 1 episodio                             |
| 2005–2009  | Deal or No Deal    | Banquero        |                                        |
| 2006       | Help Me Help You   | The Choking Man | 1 episodios                            |